# Aleksandra Formella
Aleksandra Formella (ur. 27 października 2001 w Gdyni) – polska lekkoatletka specjalizująca się w biegu na 400 metrów i w biegu na 800 metrów. Olimpijka z Paryża (2024).

## Życiorys
W 2019 roku została brązową medalistką mistrzostw Europy juniorów w sztafecie 4 × 400 metrów. Dwa lata później podczas mistrzostw Europy U23 w Tallinnie zdobyła brązowy medal w biegu rozstawnym 4 × 400 metrów. W 2023 zdobyła w sztafecie 4 × 400 metrów złoty medal Letniej Uniwersjady. W 2024 wystąpiła na mistrzostwach Europy seniorek, zajmując 7. miejsce w sztafecie mieszanej 4 × 400 metrów oraz na igrzyskach olimpijskich w Paryżu (odpadła w eliminacjach sztafety żeńskiej 4 × 400 metrów).
Medalistka mistrzostw Polski juniorów i seniorów (2020 – 3. w sztafecie 4 × 200 metrów, 2021 – 1 m. w sztafecie 4 × 200 metrów i 4 × 400 metrów mix, 2023 – 1 m. w sztafecie mieszanej 4 × 400 metrów, 2 m. w sztafecie żeńskiej 4 × 200 metrów).
Rekordy życiowe: stadion – 52,10 (16 czerwca 2024, Sopot).

## Osiągnięcia
| Rok  | Impreza                   | Miejsce   | Konkurencja             | Pozycja    | Wynik   |
| ---- | ------------------------- | --------- | ----------------------- | ---------- | ------- |
| 2019 | Mistrzostwa Europy U20    | Borås     | sztafeta 4 × 400 metrów | 3. miejsce | 3:37,13 |
| 2021 | Mistrzostwa Europy U23    | Tallinn   | bieg na 400 metrów      | półfinał   | 54,41   |
| 2021 | Mistrzostwa Europy U23    | Tallinn   | sztafeta 4 × 400 metrów | 3. miejsce | 3:30,38 |
| 2023 | Mistrzostwa Europy U23    | Espoo     | bieg na 400 metrów      | półfinał   | 54,78   |
| 2023 | Mistrzostwa Europy U23    | Espoo     | sztafeta 4 × 400 metrów | 4. miejsce | 3:31,38 |
| 2023 | Uniwersjada               | Chengdu   | bieg na 400 metrów      | 4. miejsce | 53,01   |
| 2023 | Uniwersjada               | Chengdu   | sztafeta 4 × 400 metrów | 1. miejsce | 3:32,81 |
| 2024 | Mistrzostwa Europy        | Rzym      | sztafeta mieszana       | 7. miejsce | 3:15,32 |
| 2024 | Igrzyska olimpijskie      | Paryż     | sztafeta 4 × 400 metrów | eliminacje | 3:26,69 |
| 2025 | Halowe mistrzostwa Europy | Apeldoorn | bieg na 800 metrów      | eliminacje | 2:09,60 |
| 2025 | Halowe mistrzostwa świata | Nankin    | sztafeta 4 × 400 metrów | 2. miejsce | 3:32,05 |
| 2025 | World Athletics Relays    | Kanton    | sztafeta 4 × 400 metrów | repasaże   | 3:24,56 |